# Isolaccio-di-Fiumorbo
Isolaccio-di-Fiumorbo (en cors l'Isulacciu di Fiumorbu) és un municipi francès, situat a la regió de Còrsega, al departament d'Alta Còrsega. L'any 1999 tenia 333 habitants. Limita amb Prunelli-di-Fiumorbo, San-Gavino-di-Fiumorbo, Serra-di-Fiumorbo, Poggio-di-Nazza, Ghisoni i Palneca.

## Demografia
| 1962 | 1968 | 1975 | 1982 | 1990 | 1999 |
| ---- | ---- | ---- | ---- | ---- | ---- |
| 352  | 451  | 332  | 411  | 346  | 333  |

## Administració
| Període | Identitat       | Partit | Qualitat |  |
| ------- | --------------- | ------ | -------- |  |
| 1995-   | Jacques Bartoli | PCF    |          |  |